# Shmuel Weinberger
Shmuel Aaron Weinberger (* 20. Februar 1963) ist ein US-amerikanischer Mathematiker, der sich mit Algebraischer Topologie befasst.
Weinberger studierte an der New York University mit dem Bachelor-Abschluss 1981 und wurde 1982 am Courant Institute of Mathematical Sciences of New York University bei Sylvain Cappell promoviert (Homotopy equivalent manifolds by pasting). Als Post-Doktorand war er Instructor an der Princeton University und ab 1984 Assistant Professor, ab 1985 Associate Professor und ab 1987 Professor an der University of Chicago. Dort blieb er bis auf die Zeit von 1994 bis 1996 als Thomas A. Scott Professor für Mathematik an der University of Pennsylvania. Ab 2012 ist er Vorstand der Mathematikfakultät in Chicago.
Von 1989 bis 1992 und 2004 war er Gastprofessor am Courant Institute, 2000/2001 Gastprofessor an der Hebrew University und 2006 und 2011 Gastprofessor am MSRI. Er befasst sich mit geometrischer Topologie, Differentialgeometrie, geometrischer Gruppentheorie und Anwendungen der Topologie.
1994 war er Invited Speaker auf dem Internationalen Mathematikerkongress in Zürich (Nonlocally linear manifolds and orbifolds). 2013 wurde er Fellow der American Mathematical Society und der American Association for the Advancement of Science. 1986 war er Sloan Research Fellow, und 1985 erhielt er einen Presidential Young Investigator Award.
Weinberger ist Herausgeber von Geometriae Dedicata und des Journal of Topology and Analysis (das er mit gründete).
Er ist verheiratet und hat zwei Kinder.

## Schriften
- The topological classification of stratified spaces (= Chicago Lectures in Mathematics Series.). University of Chicago Press, Chicago IL u. a. 1994, ISBN 0-226-88566-6.
- mit Robert Bryant, Steve Ferry, Washington Mio: Topology of homology manifolds. In: Annals of Mathematics. Serie 2, Band 143, Nr. 3, 1996, S. 435–467, doi:10.2307/2118532.
- mit Alexander Nabutovsky: Variational problems for Riemannian functionals and arithmetic groups. In: Institut des Hautes Etudes Scientifiques. Publications Mathématiques. Band 92, 2000, S. 5–62, (online; untersucht den Modulraum Riemannscher Metriken).
- Computers, rigidity, and moduli. The large-scale fractal geometry of Riemannian moduli space (= M. B. Porter Lectures.). Princeton University Press, Princeton NJ u. a. 2005, ISBN 0-691-11889-2.
- mit Erik Guentner, Nigel Higson: The Novikov conjecture for linear groups. In: Publications Mathématiques de l'IHÉS. Band 101, 2005, S. 243–268, (online).
- mit Partha Niyogi, Stephen Smale: Finding the homology of submanifolds with high confidence from random samples. In: Discrete & Computational geometry. Band 39, Nr. 1/3, 2008, 419–441, doi:10.1007/s00454-008-9053-2.
- mit Benson Farb: Isometries, rigidity and universal covers. In: Annals of Mathematics. Serie 2, Band 168, Nr. 3, 2008, S. 915–940, doi:10.2307/40345431, (charakterisiert Mannigfaltigkeiten mit nicht-diskreten Isometriegruppen).